# Placówka Straży Celnej „Kąty Śląskie”

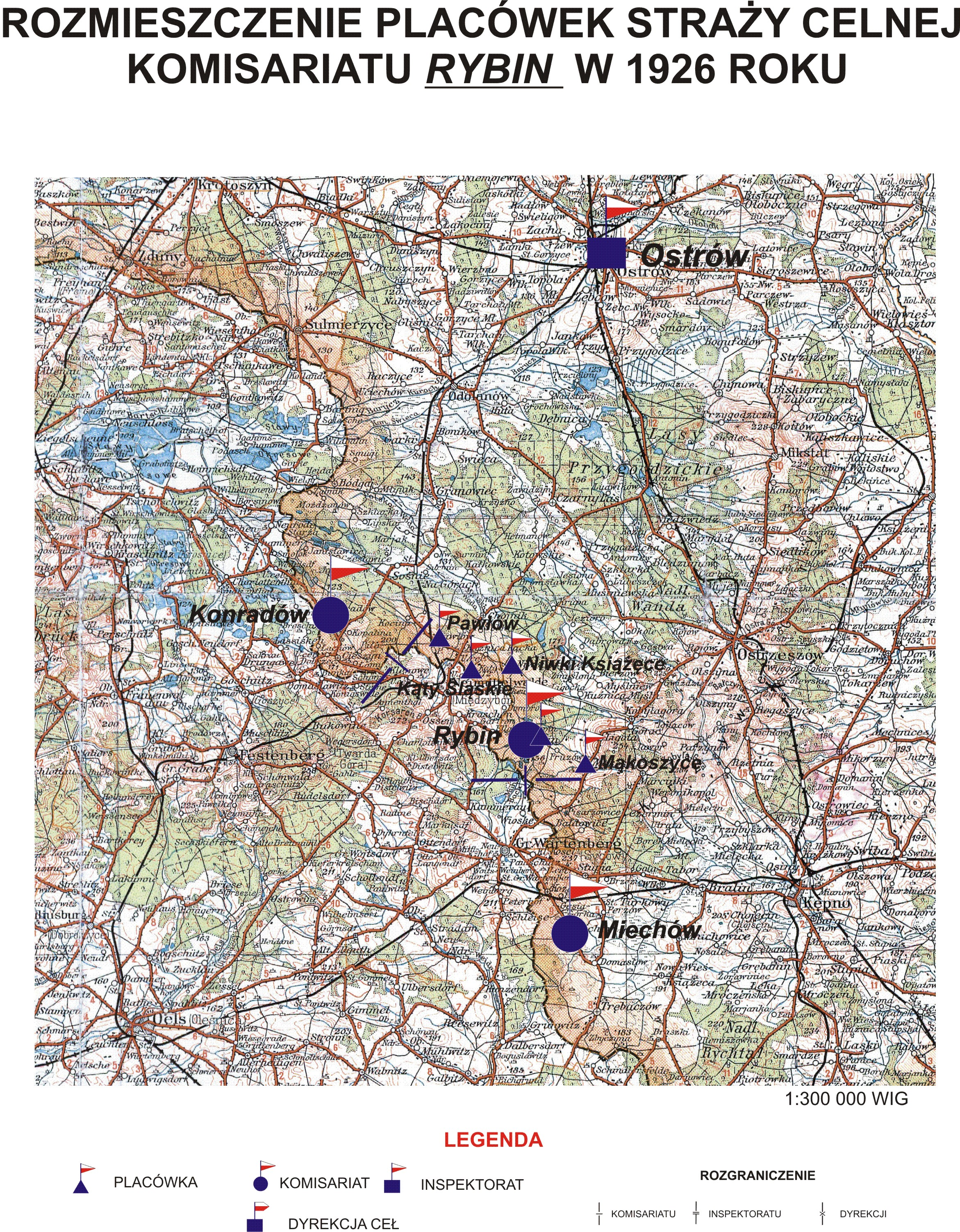
Rozmieszczenie placówek Straży Celnej Komisariatu Rybin

Placówka Straży Celnej „Kąty Śląskie” – jednostka organizacyjna Straży Celnej pełniąca w okresie międzywojennym służbę ochronną na granicy polsko-niemieckiej.

## Formowanie i zmiany organizacyjne
Na wniosek Ministerstwa Skarbu, uchwałą z 10 marca 1920 roku, powołano do życia Straż Celną. Od połowy 1921 roku jednostki Straży Celnej rozpoczęły przejmowanie odcinków granicy od pododdziałów Batalionów Celnych. W 1921 roku na terenie Konradowa stacjonował sztab 2 kompanii 14 batalionu celnego. 2 kompania wystawiła placówkę w kątach Śląskich. 
Proces tworzenia Straży Celnej trwał do końca 1922 roku. Placówka Straży Celnej „Kąty Śląskie” weszła w podporządkowanie komisariatu Straży Celnej „Rybin” z Inspektoratu SC „Ostrów”.
W drugiej połowie 1927 roku przystąpiono do gruntownej reorganizacji Straży Celnej. W praktyce skutkowało to rozwiązaniem tej formacji granicznej. Ochronę północnej, zachodniej i południowej granicy państwa przejęła powołana z dniem 2 kwietnia 1928 roku Straż Graniczna.
Rozkazem nr 11 z 9 stycznia 1930 roku  o reorganizacji Wielkopolskiego Inspektoratu Okręgowego komendant Straży Granicznej płk Jan Jur-Gorzechowski ustalił numer i organizację samodzielnego już komisariatu SG „Kobyla Góra”. Placówka Straży Granicznej I linii „Kąty Śląskie” znalazła się w jego strukturze.

## Funkcjonariusze placówki
Kierownicy placówki
| stopień          | imię i nazwisko, numer      | okres pełnienia służby | kolejne stanowisko |
| ---------------- | --------------------------- | ---------------------- | ------------------ |
| starszy strażnik | Franciszek Lipczyński (337) | był w 1926             |                    |

Obsada personalna placówki w 1926:
- starszy strażnik Franciszek Lipczyński (337)
- strażnik Stanisław Olejniczak (1235)
- strażnik Adam Wojtaszek (161)
- strażnik Wincenty Kubera (155)
- strażnik Franciszek Juszczak (1079)
- strażnik Piotr Górski (1064)
- strażnik Szczepan Kozłowski (2962)
- strażnik Stanisław Woś (3293)